# Cladonia luteoalba
Cladonia luteoalba A. Wilson & Wheldon (1907), è una specie di lichene appartenente al genere Cladonia,  dell'ordine Lecanorales.
Il nome proprio deriva dagli aggettivi latini luteus, -a, -um, che significa giallo, arancione, e albus, -a, -um, che significa bianco, ad indicare le sfumature e i colori che possono assumere le squamule.

## Caratteristiche fisiche
Caratteristica notevole di questa specie sono le squamule grandi e crespate di color giallo chiaro che ricoprono il tallo. Con una lente di ingrandimento è possibile notare la tessitura cotonosa delle pareti laterali delle squamule.
Il fotobionte è principalmente un'alga verde delle Trentepohlia.

## Habitat
Cresce su terreni erbosi esposti, su rocce affioranti e su vecchie pareti di pietra asciutte.

## Località di ritrovamento
La specie è stata rinvenuta nelle seguenti località:
- Canada (Columbia Britannica);
- Irlanda (nelle zone nordorientali e sudorientali);[2]
- Spagna (Castiglia e León);
- Argentina, Austria, Cile, Finlandia, Gran Bretagna, Groenlandia,  Islanda, Isole Svalbard, Norvegia, Paesi Bassi, Repubblica Ceca, Svezia.

## Tassonomia
Questa specie appartiene alla sezione Cocciferae; a tutto il 2008 non sono state identificate forme, sottospecie e varietà.